# Metopa abyssalis
Metopa abyssalis är en kräftdjursart som beskrevs av Knud Hensch Stephensen 1931. Metopa abyssalis ingår i släktet Metopa och familjen Stenothoidae. Inga underarter finns listade i Catalogue of Life.